# Остроухова, Антонина Владимировна
Остроухова Антонина Владимировна (9 августа 1931, село Кожевино Жерновского (ныне Петровского) района, Саратовской области, СССР — 14 января 2019, Курск, Россия) — заведующая цехом птицеводческого совхоза «Охочевский» Щигровского района Курской области, Герой Социалистического Труда (1966)

## Биография
Остроухова Антонина Владимирова родилась в селе Кожевино Жерновского района Саратовской области. Окончила Вольский сельскохозяйственный техникум в 1952 г. В 1956 году приехала вместе с мужем, Остроуховым Павлом Ивановичем, в совсоз «Охочевский» в поселке Зеленая Роща Щигровского района Курской области.
Указом Президиума Верховного Совета СССР от 22 марта 1966 года за достигнутые успехи в развитии птицеводства Остроуховой Антонине Владимировне присвоено звание Героя Социалистического Труда с вручением ордена Ленина и золотой медали «Серп и Молот».
Член партии КПСС с 1965 года.

## Награды
- Золотая медаль «Серп и Молот»
- Орден Ленина
- медаль «Ветеран труда» (1985)